# Die Verlobung in St. Domingo
Die Verlobung in St. Domingo ist eine 1811 erschienene Novelle von Heinrich von Kleist.
In der Novelle, die um 1800 im heutigen Haiti (früher Saint Domingue) spielt, geht es um zwei Einzelschicksale in den Wirren des damaligen Befreiungskriegs.

## Geschichtlicher Hintergrund
Hauptartikel: Hispaniola
Am 6. Dezember 1492 landete Christoph Kolumbus an der Südostküste Hispaniolas im heutigen Haiti. Aufgrund der brutalen Behandlung durch die Spanier und durch eingeschleppte Krankheiten wurde die einheimische Bevölkerung binnen weniger Jahrzehnte beinahe ausgelöscht. Daher begannen die Spanier schon bald, versklavte schwarze Menschen aus Afrika einzuführen. Bereits im Jahre 1503 gelangte die erste Schiffsladung mit Sklaven nach Santo Domingo.
Wenige Jahrzehnte später verließen viele der spanischen Siedler die von ihnen ausgeplünderte Insel und folgten den Konquistadoren in die neueroberten Reiche Mexiko und Peru. Zu Anfang des 17. Jahrhunderts landeten französische Seeräuber, die den auf dem Weg von Mittel- und Südamerika nach Europa vorbeifahrenden, mit Silber und Gold beladenen spanischen Beuteschiffen auflauerten. Diese französischen Seeräuber verwandelten die spanische Kolonie Santo Domingo in eine französische Niederlassung, die fortan Saint Domingue hieß. Um die Bevölkerung zu vermehren, schickte die französische Regierung Auswanderer und deportierte auch Kriminelle auf die ferne Insel. Als im Jahr 1644 das Zuckerrohr aus Java eingeführt wurde, begann ein enormer ökonomischer Aufschwung. Es entstanden daraufhin riesige Zuckerrohrplantagen, aber auch Kaffee-, Kakao- und Baumwollpflanzungen.
1697 trat Spanien im Frieden von Rijswijk den Westteil von Hispaniola an Frankreich ab. In der zweiten Hälfte des 18. Jahrhunderts war St. Domingue die reichste Kolonie Frankreichs, die nicht weniger als ein Viertel des französischen Handelsvolumens bestritt. Für ihre ausgedehnte Plantagenwirtschaft führten die Franzosen jährlich 30 000 schwarze Sklaven ein. Am Vorabend der französischen Revolution betrug das Zahlenverhältnis der Rassen, welches in Kleists Erzählung so wichtig ist, 450 000 Schwarze zu 40 000 Weißen und 30 000 Mulatten.
Über die Behandlung der Schwarzen durch die Weißen gibt das französische Sklavengesetz, der Code noir von 1685, Auskunft. Die häufigste Strafe waren Peitschenhiebe, die mit schweren geknoteten Riemen ausgeführt wurden, und von denen jeder das blutige Fleisch bloßlegte. In die Wunden wurden Salz und Pfeffer gestreut oder sogar glühende Kohlen gelegt. Der Spezialausdruck der französischen Pflanzer für diese Art der Strafe war „tailler un nègre“ – „einen Neger schnitzen“. In Kleists Erzählungen wird Babekan Opfer einer solchen Strafe.

## Handlung

### Vorgeschichte
In Port au Prince lebt zum Anfang des 19. Jahrhunderts auf der Pflanzung eines Weißen namens Guillaume von Villeneuve, welche der Schauplatz dieser Geschichte ist, ein „fürchterlicher alter Neger“ mit Namen Congo Hoango. Dieser von der Goldküste Afrikas stammende Mann, der in seiner Jugend von treuer und rechtschaffener Gemütsart schien, war von seinem Herrn, weil er ihm einst auf einer Überfahrt nach Kuba das Leben gerettet hatte, mit unendlichen Wohltaten überhäuft worden. Guillaume hat ihm nicht nur auf der Stelle seine Freiheit geschenkt und ihm, bei seiner Rückkehr nach St. Domingo, Haus und Hof angewiesen, sondern machte ihn einige Jahre darauf sogar, gegen die Gewohnheit des Landes, zum Aufseher seiner beträchtlichen Besitzung und gab ihm, weil er nicht wieder heiraten wollte, zu seiner Hilfe eine alte Mulattin namens Babekan bei, mit welcher er durch seine erste verstorbene Frau weitläufig verwandt war. Als Congo Hoango sein sechzigstes Lebensjahr erreicht hatte, versetzte Guillaume ihn mit einem ansehnlichen Gehalt in den Ruhestand und krönte seine Wohltaten noch damit, dass er ihm in seinem Vermächtnis sogar ein Legat auswarf. Diese Beweise von Dankbarkeit konnten ihn aber nicht vor all der Wut dieses grimmigen Menschen schützen: Congo Hoango war nämlich einer der Ersten, der zur Büchse griff und seinem ehemaligen Herrn eine Kugel durch den Kopf jagte, um die „weiße Tyrannei“ auf der Insel zu bekämpfen – zusammen mit seiner Lebensgefährtin Babekan und der jungen Toni, Babekans Tochter aus einem Verhältnis mit einem französischen Kaufmann. Congo Hoango fordert Babekan und ihre Tochter auf, Weiße, die auf der Flucht vor den schwarzen Trupps in das Haus kommen, so zu behandeln, als ob sie ihnen helfen würden und sie so lange im Haus zu behalten, bis Congo Hoango mit den „Negertruppen“ wieder von seinen Streifzügen zurückkommt.

### Hauptgeschichte
Zurzeit ist Congo Hoango wieder einmal unterwegs, um die Aufständischen zu verstärken. Zu Hause klopft ein junger Weißer an die Türe und bittet um Unterschlupf. Toni nimmt ihn auf und zeigt ihm sein Zimmer. Er ist fasziniert von der anmutigen Schönheit des fünfzehnjährigen Mischlingsmädchens und erzählt ihr seine Geschichte: Sein Name ist Gustav von der Ried und er kommt ursprünglich aus der Schweiz. Seine Familie ist auf der Flucht und versteckt sich zurzeit an einem geheimen Ort, und er bittet um Nahrung und Hilfe.
Noch in derselben Nacht lernen die beiden sich besser kennen, verlieben und verloben sich. Als jedoch Tonis Mutter Babekan, die zwischen den Parteien steht, verlangt, den Mann zu verraten und seine Reisegruppe Congo Hoango auszuliefern, ist Toni zuerst entsetzt. Auf Druck ihrer Mutter stimmt sie schließlich zu; in letzter Sekunde zögert sie jedoch und schmiedet einen Plan: Bevor Hoango zurückkehrt, fesselt sie ihn, damit er nicht sofort getötet wird und sein Gefolge die Möglichkeit bekommt, ihn zu befreien. Zu diesem Zweck holt sie die Familie des Mannes ins Haus. Als Gustavs Familie mit Toni ins Haus eindringt und dort gegen die „Negertrupps“ von Congo Hoango kämpft und Gustav befreien will, erschießt dieser seine Verlobte im Glauben, sie habe ihn verraten. Als er seinen Irrtum bemerkt, richtet er sich selbst. Congo Hoango und Herr Strömli, der Vetter Gustavs und zugleich Familienoberhaupt der Strömlis, treffen ein Abkommen, und so gelingt es den Strömlis, unversehrt zu entkommen.

## Interpretation
Als weltweit bedeutendster Zuckerproduzent war Haiti (wie die gesamte Karibik) seit dem Siebenjährigen Krieg Zankapfel der rivalisierenden Mächte Frankreich und Großbritannien. Kleists Novelle steht im Zeichen dieser Konflikte als Folgen von Globalisierungsprozessen, über deren langfristige Wirkungen die Zeitgenossen um 1800 sich völlig im Klaren waren. Napoleon, der vergeblich versucht hatte, die Insel zurückzuerobern, konnte die Unabhängigkeit Haitis am 1. Januar 1804 nicht verhindern. Dieser erste und bis zur Abschaffung der Sklaverei einzige erfolgreiche Sklavenaufstand der Neuen Welt war ein Schock für die Großmächte der Kolonialzeit, die ihren Reichtum auf der Sklaverei gegründet hatten, und für Kleist ein Vorbild für den Kampf gegen Napoleon, der im Jahr 1811, in dem die Novelle verfasst wurde, eine erhebliche militärische Niederlage auf der Iberischen Halbinsel erlitt.
Zur berserkerhaften Wut der aufständischen Sklaven vergleiche man Kleists Gedicht „Germania an ihre Kinder – Eine Ode“, in dem es über Napoleon heißt: „Zu den Waffen! Zu den Waffen!/Was die Hände blindlings raffen!/Mit der Keule, mit dem Stab,/Strömt ins Tal der Schlacht hinab!/ [...] Schlagt ihn tot! Das Weltgericht/Fragt euch nach den Gründen nicht!“ Auch in der Novelle werden Menschen mit Keulen erschlagen. Gustav steht als Schweizer offenbar unfreiwillig in französischen Diensten (die Schweiz war von 1798 bis 1813 ein französischer Vasallenstaat). Als unschuldige Opfer der Schwarzen werden auch Holländer und Portugiesen genannt (ebenfalls von Frankreich besetzte Staaten).
Gustav nimmt das Gastrecht auf Grund der helleren Hautfarbe Babekans und Tonis in Anspruch: „Euch kann ich mich anvertrauen; aus der Farbe Eures Gesichts schimmert mir ein Strahl von der meinigen entgegen.“ Dieses Vertrauen in die Hautfarbe trügt jedoch, da Babekan und Toni als Mulattin bzw. Mestizin zwischen den beiden „Rassen“ stehen und ihre Loyalität nicht automatisch den Weißen gilt.

## Hörbuch
- Sprecher: Hans Jochim Schmidt. Verlag Vorleser Schmidt. Format: 2 Audio-CDs, 1:37 Std., ISBN 978-3-941324-48-0.

## Verfilmung
Kleists Erzählung wurde 1970 unter dem Titel San Domingo von Hans-Jürgen Syberberg verfilmt.

## Oper
Der deutsche Komponist Werner Egk legte Kleists Erzählung einer Oper zugrunde, die 1963 in München uraufgeführt wurde und seither an zahlreichen Opernhäusern zur Aufführung gelangte.